# Nildo Ouriques
Nildo Domingos Ouriques (nascido em 21 de janeiro de 1959) é um economista e acadêmico brasileiro. Foi presidente do Instituto de Estudos Latino-Americanos (IELA) da Universidade Federal de Santa Catarina professor de economia na mesma universidade. Ao longo de sua carreira acadêmica, lecionou em instituições de todo o mundo, incluindo a Universidade Nacional de Tucumán na Argentina, a Universidade de Pádua na Itália, a Universidade Nacional Autônoma do México (UNAM), a Universidade Bolivariana da Venezuela e a Universidade Simón Bolívar em Quito, Equador. Em 2020, Ouriques foi incluído na lista dos chamados “detratores do governo” na academia e no jornalismo.

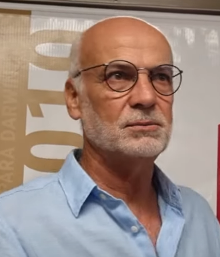
Nildo Ouriques tomando posse da Editora da UFSC. Março de 2024.

## Vida e carreira acadêmica
Ouriques nasceu em Joaçaba, Santa Catarina, Brasil, cidade onde morou até os 17 anos, quando terminou o ensino médio. Durante a sua juventude, Ouriques foi ativo no movimento estudantil contra a ditadura militar. Ouriques tem doutorado em economia pela Universidade Nacional Autônoma do México (UNAM) e pós-doutorado pela Universidade de Buenos Aires. Grande parte de seu trabalho se concentra na relação entre marxismo e nacionalismo, bem como na teoria marxista da dependência de forma mais geral. Em abril de 2024, o professor Nildo Ouriques assumiu a direção da Editora da Universidade Federal de Santa Catarina (EdUFSC), sucedendo o professor Waldir Rampinelli, em decorrência de sua aposentadoria.

## Atividade e visões políticas
Ouriques, que por duas décadas foi filiado ao Partido dos Trabalhadores (PT), de esquerda, deixou o partido, citando seu descontentamento com o que chamou de "sistema petucano" (uma aglutinação de petista, membro do PT, com tucano, membro do PSDB, de centro-direita). Segundo Ouriques, embora o PT tenha nascido do "protesto dos trabalhadores contra a ditadura", o partido sucumbiu à "ordem burguesa" no poder. Ouriques criticou Luiz Inácio Lula da Silva por não ter trabalhado de perto o suficiente com o presidente Hugo Chávez da Venezuela para criar um "bloco regional coeso" anti-imperialista durante sua presidência.
Ouriques é um crítico ferrenho da presidência de Jair Bolsonaro, argumentando que a política externa do Brasil havia se tornado a de uma república das bananas sob seu governo. Ele argumentou que o PT e a "esquerda liberal" estão despreparados para enfrentar as ameaças representadas pelo governo de Bolsonaro. Ouriques comparou Bolsonaro a Augusto Pinochet, o ditador de direita do Chile de 1974 a 1990. Além disso, Ouriques argumentou que o governo Bolsonaro destruiu o status do Brasil como uma potência emergente e relegou o país a ser um representante dos interesses dos EUA na região.
O vice-presidente Hamilton Mourão, general aposentado do Exército Brasileiro, tem sido alvo constante de críticas de Ouriques. Ouriques disse que Mourão é efetivamente "um homem dos Estados Unidos", que está plenamente "em sintonia com a doutrina de segurança hemisférica dos Estados Unidos". Ouriques argumenta que o relativo comedimento de Mourão em ambientes públicos em comparação com o mais bombástico Bolsonaro o torna mais perigoso do que o presidente sob o qual ele serve.
Natural do estado de Santa Catarina, Ouriques falou sobre o legado da imigração europeia e do sistema latifúndio nos atuais padrões de votação de direita na região. Ouriques é ativo na sede local do PSOL em Santa Catarina, tendo se juntado ao comício de lançamento dos candidatos do partido que disputaram nas eleições de 2018.

## Campanha presidencial de 2018
Nas eleições presidenciais brasileiras de 2018, Ouriques tentou concorrer à presidência como membro do Partido Socialismo e Liberdade (PSOL). No entanto, ele perdeu a indicação do partido para o líder trabalhista Guilherme Boulos. Ouriques acusou a liderança do PSOL de favoritismo injusto a Boulos.

## Trabalhos selecionados
- "O colapso do figurino francês: crítica às ciências sociais no Brasil"[27] - 2014
- "Dependência e Marxismo: Contribuições ao Debate Crítico Latino-Americano"[28] - 2016
- "Crítica à razão acadêmica: reflexão sobre a universidade contemporânea"[29] - 2017